# Топика (Канзас)
Топи́ка (англ. Topeka [təˈpiːkə]) — город в центральной части США, административный центр штата Канзас и округа Шони. Население составляет 125,9 тысячи человек (2018).

## История

### XIX век
В 1840-х фургоны переселенцев трогались на запад от Индепенденса, штат Миссури, начиная своё путешествие длиной в 3000 километров по трудной и опасной дороге, ставшей позднее известной как Орегонский путь. Примерно в 100 километрах к западу от переправы через Миссури у Канзас-Сити три брата-франкоканадца по фамилии Папан женились на трёх сестрах из местного индейского племени канза. Жёны уговорили братьев не двигаться дальше на запад, а остаться здесь. Видя многочисленных переселенцев, с большими трудностями переправляющихся через реку Канзас, братья решили организовать паромную переправу и этим зарабатывать на жизнь. В 1840-х и 1850-х годах переправа была единственным признаком цивилизации в этих местах. Братья Папан назвали её Топика, что на родном языке их жён означало «место, где выкапывают хороший картофель» (индейцы называли так эту местность ещё до прихода белых).
В начале 1850-х годов движение по Орегонскому пути было дополнено торговлей по новой военной дороге от Форт-Ливенуорта через Топику к Форт-Райли. В 1854 году главы девяти семейств, проживавших к тому времени возле переправы, на первом городском собрании объявили об образовании города Топика. Вскоре пароходы начали швартоваться у пристани нового города, доставляя мясо, пиломатериалы, муку и промышленные товары и вывозя на восток картофель, кукурузу и пшеницу. К концу 1860-х годов Топика стала экономическим центром окрестных территорий, предоставляя горожанам практически все удобства, доступные в те годы.

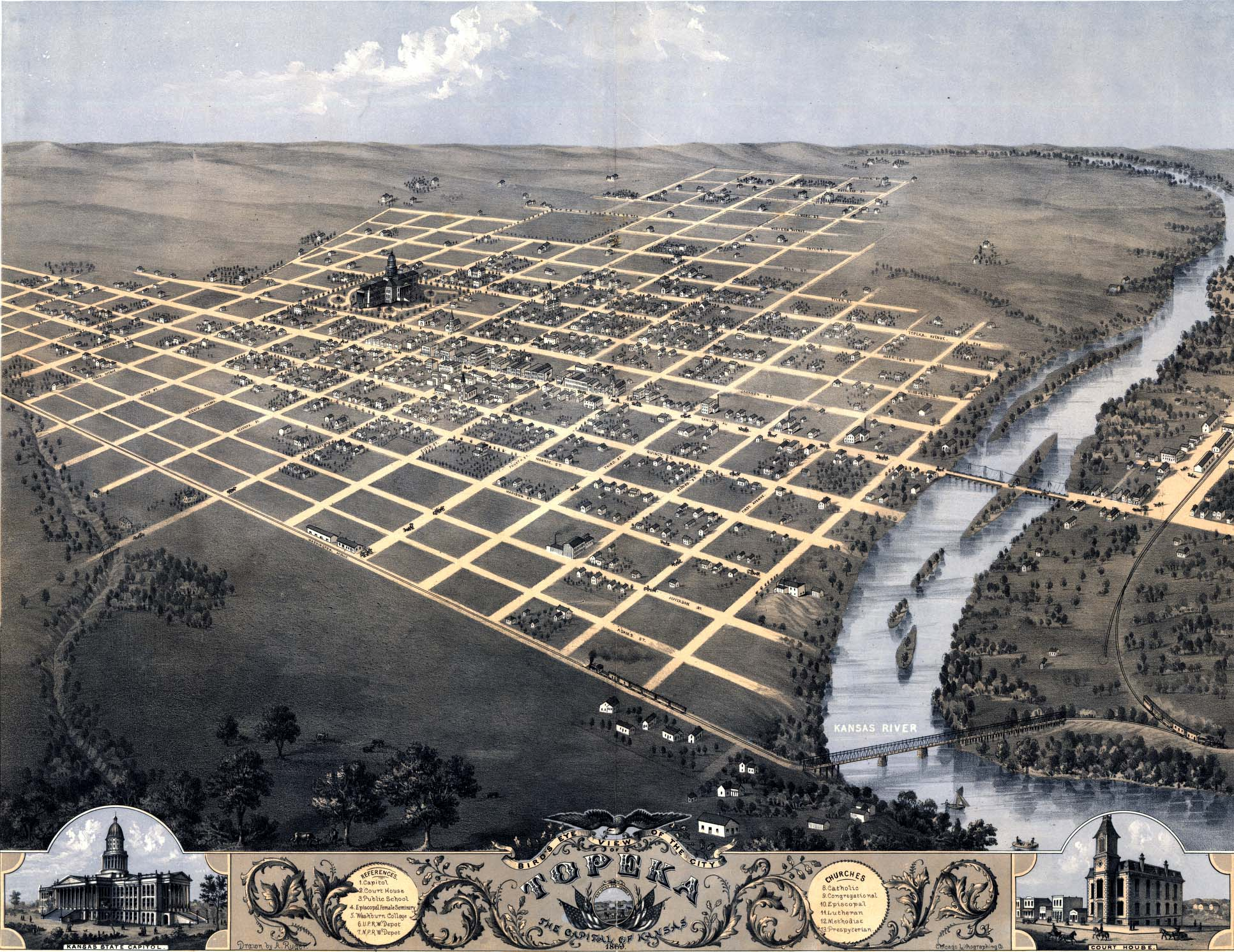
Топика, 1869 год

После десятилетия ожесточённого конфликта между сторонниками и противниками рабства, Канзас был принят в состав США в 1861 году 34-м штатом. Топика была выбрана в качестве столицы доктором Чарльзом Робинсоном, первым губернатором штата. В 1862 году Сайрус К. Холидей пожертвовал участок земли в черте города для строительства Капитолия. Строительство Капитолия штата Канзас началось в 1866 году и заняло 37 лет. Первым было построено восточное крыло, затем западное, и, наконец, центральное здание. Осенью 1864 г. деревянный форт, позже названный Форт-Симпл, был построен на пересечении 6-й улицы и Канзас-авеню, чтобы защитить Топику от наступления сил конфедератов из Миссури. Наступление так и не состоялось, форт был заброшен в апреле 1865 и снесен в апреле 1867 года.
Несмотря на то, что засуха 1860 года и период гражданской войны замедлили рост города и штата в целом, Топика быстро восстановила довоенные темпы роста, вновь замедлившегося только в 1870-м. В 1870-х годах многие бывшие рабы поселились на восточной стороне Линкольн-стрит между Мансон-авеню и Двенадцатой улицей. Район стал известен как «Теннесси», потому что многие из них были из этого штата. Первый афроамериканский детский сад к западу от Миссисипи был создан там в 1893 году.
Линкольн-колледж, в настоящее время Университет Вошбурна, был создан в 1865 году в Топике во исполнение совместного постановления правительства штата Канзас и Генеральной ассоциации настоятелей приходов и церквей Канзаса. В 1869 году железная дорога начала продвигаться на запад от Топики, а в 1878 году в город переместилась штаб-квартира железнодорожной компании ATSF.
В конце 1880-х годов Топика прошла через период бума, который закончился экономическим коллапсом. В 1889 году пузырь спекулятивных цен на землю и недвижимость лопнул, и многие инвесторы были полностью разорены. Топика, однако, удвоила население за этот период и сравнительно легко пережила общеамериканскую депрессию 1890-х годов.

### XX век
Место создания первого детского сада для чернокожих детей к западу от реки Миссисипи, Топика также является родиной Линды Браун, ставшей истцом в знаменитом судебном разбирательстве Браун против Совета по образованию, которое привело к ликвидации принципа «раздельное, но равное» (обучение чёрных и белых детей) и расовому смешению в американских государственных школах. Любопытно, что хотя в 1960 году в Топике проживало 91,8 % белых и всего 7,7 % афроамериканцев, город стал одной из главных в США арен борьбы негритянского населения за ликвидацию сегрегации. Приход чернокожих детей в прежде «белые» государственные школы привёл к значительному оттоку белых учащихся в частные школы.
Дело «Браун против Совета по образованию» стало наиболее известным событием в истории Топики, создав ей репутацию либерального, антирасистски настроенного города. Тем не менее, постепенно в городе появились новые, более радикальные группы чернокожих «борцов с расизмом», такие как Целевая группа по борьбе с расизмом в Топике (англ. Task Force to Overcome Racism in Topeka), деятельность которых получает довольно противоречивые отзывы.
8 июня 1966 г. Топика подверглась удару торнадо категории F5 по шкале Фудзиты. Начавшись на юго-западной окраине города и перемещаясь к северо-востоку вихрь, прошёл над местной достопримечательностью, курганом Бернет. По старой индейской легенде, этот курган способен защитить город от торнадо, если его не тревожить. За несколько лет до удара торнадо на кургане была сооружена водонапорная башня. По мнению местных аборигенов, это и послужило причиной несчастья. Общая стоимость ущерба от удара стихии превысила 100 миллионов долларов в ценах 1966 года, что делает его одним из самых дорогостоящих торнадо в истории США. Тем не менее, город быстро оправился от произошедшего.
В 1974 году военно-воздушная база Форбс была закрыта, и более чем 10 000 человек, работавших на ней, покинули Топику, что оказывало влияние на экономику города ещё многие годы после закрытия базы. В 1980-х горожане проголосовали за строительство нового аэропорта, конференц-центра и изменение структуры городского правительства. В начале 1990-х годов в Топике начался период устойчивого экономического роста. Строятся новые здания, расширяются дороги, ведётся масштабная программа по благоустройству города. Поскольку для столь значительного строительства требовались существенные финансовые ресурсы, на городских референдумах несколько раз принимались решения о повышении налогов, в том числе налога с продаж.

### XXI век

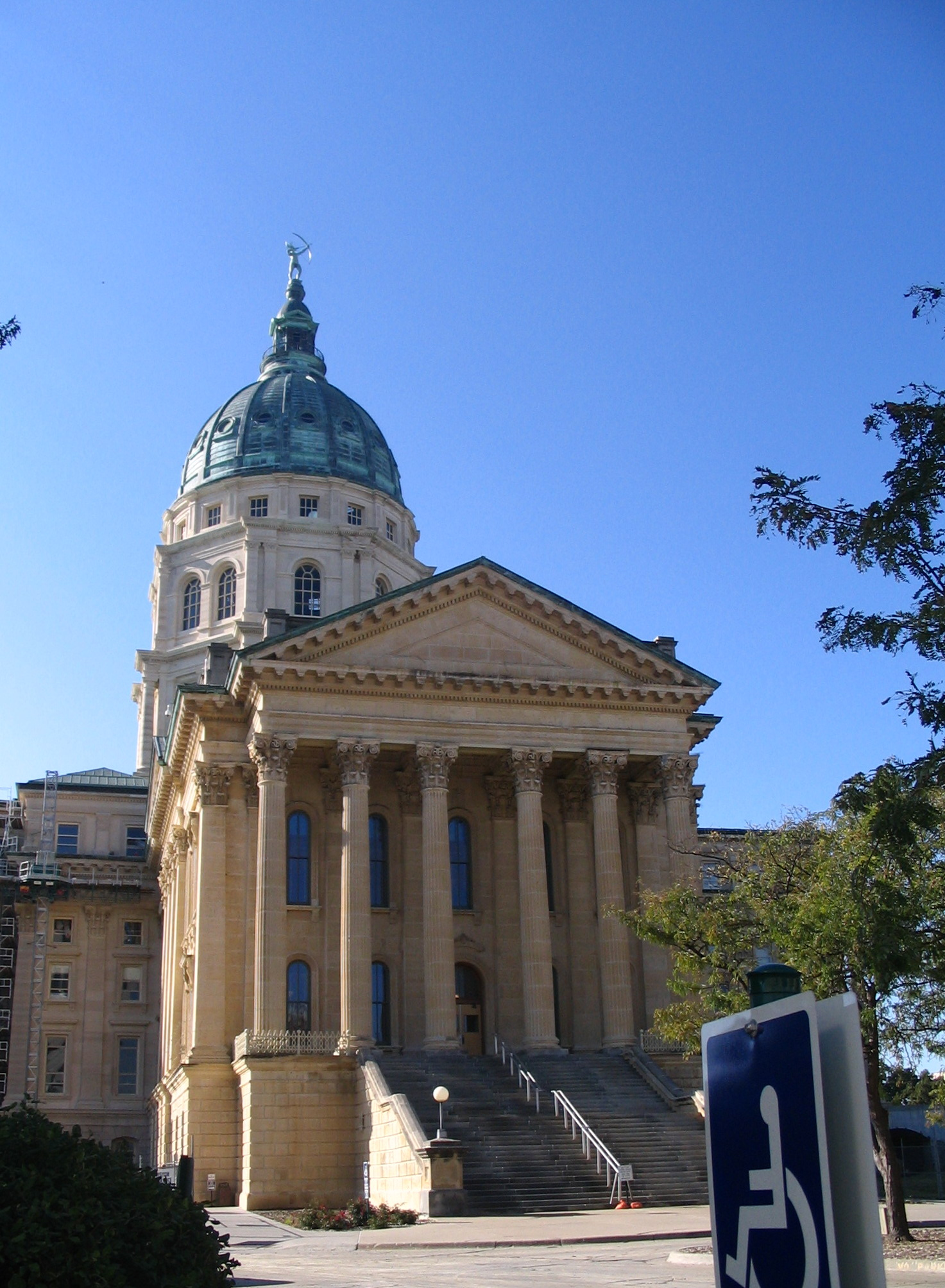
Капитолий штата

В 2000 году горожане снова проголосовали за продление действия налога с продаж, для развития инфраструктуры Топики и округа Шауни. В августе 2004 года, после очередного голосования, налог составил 12,5 %. Каждый год средства налога с продаж обеспечивают 5 миллионов долларов, предназначенных для развития местного бизнеса и стимулирования создания рабочих мест, и 9 миллионов на строительство дорог и мостов. Планируется продолжить реконструкцию районов, расположенных вдоль реки Канзас, которая проходит через Топику с запада на восток. По берегам реки в центре города строятся новые жилые комплексы, ремонтируются фасады старых зданий, обустраиваются места для общественного отдыха. Отремонтирован городской железнодорожный вокзал, считающийся одним из лучших сооружений этого типа на Среднем Западе. В капитолии идёт 8-летний ремонт стоимостью в 283 миллиона долларов. Вместе с тем, налоговая политика города критикуется значительной частью бизнес-сообщества, утверждающей, что высокий уровень налогообложения сдерживает экономическое развитие Топики.

## География
Топика расположена на северо-востоке штата Канзас, на пересечении межштатной магистрали I-70 и шоссе US 75.
Общая площадь города 159,21 км², из которых 155,18 км² составляет суша, а 3,37 км² — вода.

### Климат
Город находится в зоне влажного континентального климата (по классификации климатов Кёппена — Dfa), вдалеке от смягчающего влияния Мексиканского залива и Атлантики. Как следствие, лето в Топике жаркое, умеренно дождливое, зима прохладная и сухая. Ветра с северной части Великих прерий могут вызывать очень высокие (летом) либо очень низкие (зимой) температуры. Взаимодействие тёплого и влажного воздуха с Мексиканского залива с сухими и холодными ветрами Великих прерий часто вызывает грозы и торнадо.
Среднегодовой показатель солнечного сияния составляет 2724,7 часа, со средним показателем за год в 61 % от максимально возможного (изменения по всем месяцам от 51 % до 72 %).
| Показатель                    | Янв.  | Фев.  | Март  | Апр.  | Май  | Июнь | Июль | Авг. | Сен. | Окт. | Нояб. | Дек.  | Год   |
| ----------------------------- | ----- | ----- | ----- | ----- | ---- | ---- | ---- | ---- | ---- | ---- | ----- | ----- | ----- |
| Абсолютный максимум, °C       | 25,0  | 28,8  | 33,8  | 36,1  | 39,4 | 42,7 | 45,5 | 45,0 | 43,3 | 36,1 | 29,4  | 25,0  | 45,5  |
| Средний суточный максимум, °C | 4,3   | 7,2   | 13,5  | 19,2  | 24,3 | 29,2 | 31,9 | 31,4 | 26,8 | 20,2 | 12,5  | 5,3   | 18,8  |
| Средняя температура, °C       | −1,2  | 1,3   | 7,1   | 12,8  | 18,3 | 23,4 | 26,1 | 25,2 | 20,1 | 13,6 | 6,5   | 0,0   | 12,7  |
| Средний суточный минимум, °C  | −6,8  | −4,5  | 0,7   | 6,3   | 12,3 | 17,6 | 20,2 | 19,0 | 13,5 | 7,0  | 0,5   | −5,3  | 6,7   |
| Абсолютный минимум, °C        | −30,5 | −31,6 | −21,6 | −12,2 | −3,3 | 2,2  | 6,1  | 4,4  | −1,6 | −8,8 | −20,5 | −32,2 | −32,2 |
| Норма осадков, мм             | 21    | 33    | 63    | 89    | 124  | 137  | 97   | 107  | 92   | 76   | 46    | 34    | 919   |
| Источник: NWS                 |       |       |       |       |      |      |      |      |      |      |       |       |       |

## Население
По состоянию на 2018 год в Топике проживало 125 904 человека, что ставит город на 220-е место среди крупнейших городов США.
В 2011 году имелось 53 943 домохозяйства и 30 707 семей.
Расовый состав населения:
- белые — 76,2 %;
- афроамериканцы — 11,3 %;
- латиноамериканцы (всех рас) — 13,4 %;
- азиаты — 1,3 %;
- индейцы — 1,4 %.

Среднегодовой доход на душу населения — 19 555 долларов США (данные 2000 года). 47,8 % населения составляют мужчины, 52,2 % — женщины.
Подавляющее большинство верующих — протестанты (2/3) и католики (1/3). Канзасцы известны в США своей религиозностью. Также в Топике базируется так называемая спорная баптистская церковь, Вестборо Баптистская Церковь. В Топике также проживает вторая по величине община приверженцев религии бахаи в западном полушарии.
В 1990-е годы Топика страдала от высокого уровня преступности, но в последнее десятилетие количество преступлений сокращалось из года в год, и в настоящее время преступность в Топике в 1,5 раза выше средней по США.

## Экономика
Благодаря статусу столицы штата, крупнейшим работодателем Топики является штат Канзас — около 8400 человек, или 69 % от всех работающих в государственном секторе (включая федеральный и муниципальный уровни). В общей сложности государственные служащие составляют 1/5 занятых в экономике города.

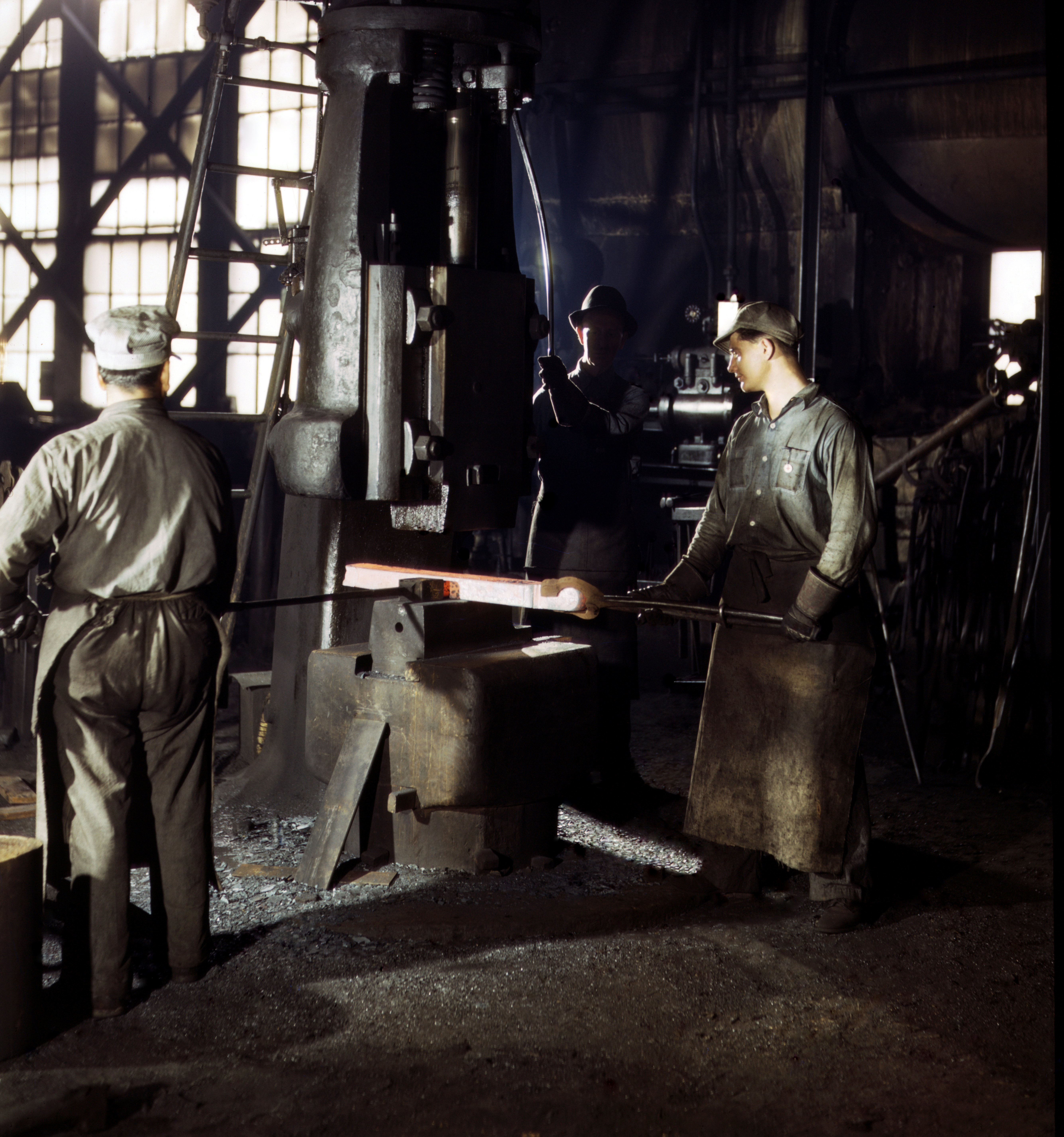
Депо ж/д компании ATSF, 1943 год

Образование, здравоохранение и сфера социальных услуг дают работу наибольшей доле экономически активного населения (22,4 %). Четыре школьных округа трудоустраивают почти 4700 человек, и в Университете Вошбурна работают около 1650. Три других крупнейших работодателя: Медицинский центр Стормот (около 3100 сотрудников), Медицинский центр Св. Франциска (1800) и больница им. Колнери О’Нила (900).
В розничной торговле занято более одной десятой части работающего населения (11,5 %), крупнейшие доли рынка имеют Wal-Mart Stores и Dillons. Почти десятая часть заняты в обрабатывающей промышленности (9,0 %), в основном в производстве шин, удобрений, упаковки и кормов для скота.
Другие важными отраслями являются финансы, страхование, недвижимость, аренда и лизинг (7,8 %), консалтинг, администрирование и юридические услуги (7,6 %), сфера развлечений и общественного питания (7,2 %), строительство (6,0 %), транспорт, логистика и коммунальные услуги (5,8 %), оптовая торговля (3,2 %). Больше тысячи человек заняты на железной дороге.
Крупные компании, базирующейся в Топике:
- Westar Energy;
- Payless ShoeSource;
- CoreFirst Bank & Trust;
- Capitol Federal Savings Bank;
- Hill’s Pet Nutrition;
- Sports Car Club of America.

## Транспорт
В пяти километрах к северо-востоку от Топики расположен небольшой муниципальный аэропорт им. Филипа Билларда (Philip Billard Municipal Airport (IATA: TOP, ICAO: KTOP), в настоящее время обслуживающий только частные самолёты. Ближайший крупный пассажирский аэропорт находится в Канзас-Сити.
Пассажирские железнодорожные услуги предоставляются компанией Amtrak. В утренние часы через Топику проходит поезд Чикаго-Лос-Анджелес. Обсуждается возможность запуска дневного поезда до Оклахома-Сити.
Основные автомобильные дороги, проходящие через Топику: I-70, I-470, I-335, US-24, US-40, US-75. Междугородное автобусное сообщение осуществляется компанией Greyhound.
Речной транспорт, сыгравший некогда ключевую роль в развитии города, потерял своё прежнее значение уже в начале XX века.
Городской общественный транспорт представлен муниципальными автобусами, работающими с 06:00 до 18:30 по будним дням и с 07:00 до 17:00 по субботам.

## Интересные факты
- Три корабля ВМС США были названы USS Topeka в честь города.
- В 1998 году город на день был переименован в Топикачу в честь Пикачу — самого известного покемона[4].
- 1 марта 2010 года город Топика был переименован в Google сроком на 1 месяц. Это было сделано с целью привлечения внимания со стороны одноимённой компании[5].
- Актриса и художественный руководитель «American Blues Theater» Гвендолин Уайтсайд родом из Топики.